# Marstal Kommune
| Strukturdaten       | Strukturdaten |
| ------------------- | ------------- |
| Sitz der Verwaltung | Marstal       |
| Fläche              | 16,75 km²     |
| Einwohner           | 3.208 (2005)  |
| Kommune seit 2006   | Ærø Kommune   |

Marstal Kommune war bis Dezember 2005 eine dänische Kommune auf der Insel Ærø im damaligen Fyns Amt. Sie entstand im Zuge der Kommunalreform im Jahre 1970 aus der Marstal Sognekommune. Seit Januar 2006 (d. h. ein Jahr vor der großen Verwaltungsreform Dänemarks) ist sie zusammen mit  der Kommune Ærøskøbing Teil der neugebildeten Ærø Kommune.